# Brodoa intestiniformis
Brodoa intestiniformis је врста лишаја иѕ породице Parmeliaceae. Ова врста је присутна у арктичким и северним бореалним и алпским регионима.
Талус је грађен у виду неправилне розете 2-8 центиметра величине. Горња страна је светлосиве до браон боје. Неправилно је граната. Док је доња страна којом се лишај причврстује, црне боје. Искључиво планинска врста која преферира изоловане стене на високим надморским висинама.